# Hasan Khan
Hasan Khan fou sobirà farúquida de Khandesh, fill i successor de Miran Muhammad Shah II quan aquest va morir el 1576. Era menor d'edat i fou proclamat per la noblesa del país, però fou deposat immediatament pel seu oncle Raja Ali Khan, germà de Miran Muhammad Shah II que va agafar el nom de Adil Shah IV.